# Bradysia arcula
Bradysia arcula är en tvåvingeart som först beskrevs av Vilkamaa, Salmela och Heikki Hippa 2007.  Bradysia arcula ingår i släktet Bradysia, och familjen sorgmyggor. Arten är reproducerande i Sverige.